# Ехидо Мулехе, 20 де Новијембре, Групо 15 (Мулехе)
Ехидо Мулехе, 20 де Новијембре, Групо 15 (шп. Ejido Mulegé, 20 de Noviembre, Grupo 15) насеље је у Мексику у савезној држави Јужна Доња Калифорнија у општини Мулехе. Насеље се налази на надморској висини од 15 м.

## Становништво
Према подацима из 2005. године у насељу су живела 4 становника.

### Хронологија
| Година       | 2000 | 2005 |
| ------------ | ---- | ---- |
| Становништво | 8    | 4    |

### Попис
| # | Индикатор                        | Вредност |
| - | -------------------------------- | -------- |
| 1 | Укупно појединачних домаћинстава | 1        |